# わたしは許さない
『わたしは許さない』（わたしはゆるさない）は、1970年1月6日から同年3月31日まで関西テレビ制作・フジテレビ系列の『火曜劇場』（火曜22:00 - 22:45）で放送されたテレビドラマ。モノクロ放送。

## 概要
物語は1948年（昭和23年）を舞台にして始まる。太平洋戦争終戦直後の混乱期、志村京子と小島昇一の間に芽生えた愛情が、出世欲に駆られた昇一の裏切りにより破れる。京子は一時生死の境をさまよったが、立ち上がり、悲壮かつ冷酷な復讐心を燃やして生きて行く。京子の波瀾万丈の一生を中心に描いた。
本作を以て、1968年10月開始の『番茶も出花』以来続いた『火曜劇場』は廃枠になり、代わって次作『裁きの家』（原作：三浦綾子、主演：小山明子）からは枠名が『あなたの劇場』に変更された。

## 出演者
- 志村京子：岡田茉莉子
- 小島昇一：江原真二郎
- 岩谷マユミ：田村奈巳 - 昇一を養子にしたホテル王の娘。
- 田沼：今井健二 - 昇一の戦友。
- ジョージ・玉堂：佐分利信 - 世界的な宝石卸商。
- 平：多々良純
- 内田朝雄
- 細川：山本一郎
- 新作：山田吾一
- 房代：水戸光子
- 川島（川島観光社長）：佐藤允
- 岩谷ホテル社長：夏目俊二
- 柳川清
- 山口京子
- 榊原大介
- ほか

## スタッフ
- 脚本：梅林貴久生
- 演出：山像信夫
- 制作：関西テレビ

## サブタイトル
1. 1970年1月6日（サブタイトル無し）
2. 1970年1月13日「稲妻」
3. 1970年1月20日「無情の雨」
4. 1970年1月27日「放浪」
5. 1970年2月3日「よみがえる女」
6. 1970年2月10日「ふたりの女」
7. 1970年2月17日「裁きのはてに」
8. 1970年2月24日「それからの京子」
9. 1970年3月3日「ひとり泣く」
10. 1970年3月10日「氷炎」
11. 1970年3月17日「追いつめる」
12. 1970年3月24日「勝敗」
13. 1970年3月31日「果てもなく」